# De orgelrepetitie
De orgelrepetitie (Frans: La Répétition à l'orgue) is een schilderij van de Franse kunstschilder Henry Lerolle uit 1885. Het toont een groep familieleden van de kunstenaar in het koorgedeelte van een Parijse kerk. Het werk bevindt zich sinds 1887 in de collectie van het Metropolitan Museum of Art (MET) te New York. Het gaat door als zijn belangrijkste werk.

## Context
Lerolle was afkomstig uit de gegoede bourgeoisie en een kunstminnende omgeving. Hij was getrouwd met de violiste Madeleine Escudier (1856-1937), die een schoonzus was van de beroemde componist Ernest Chausson. Veelvuldig kwamen ook vooraanstaande musici bij het gezin over de vloer, zoals Claude Debussy, met wie hij nauw bevriend raakte, alsook Paul Dukas, Vincent d'Indy en later Sergej Prokofjev, Maurice Ravel, Erik Satie en Igor Stravinski. Ook hun twee dochters Yvonne (1877-1944) en Christine (1879-1941) musiceerden.
Opvallend genoeg komt Lerolle's passie voor muziek weinig terug in zijn schilderkunst. De orgelrepetitie uit 1885 vormt hierop een uitzondering.

## Afbeelding

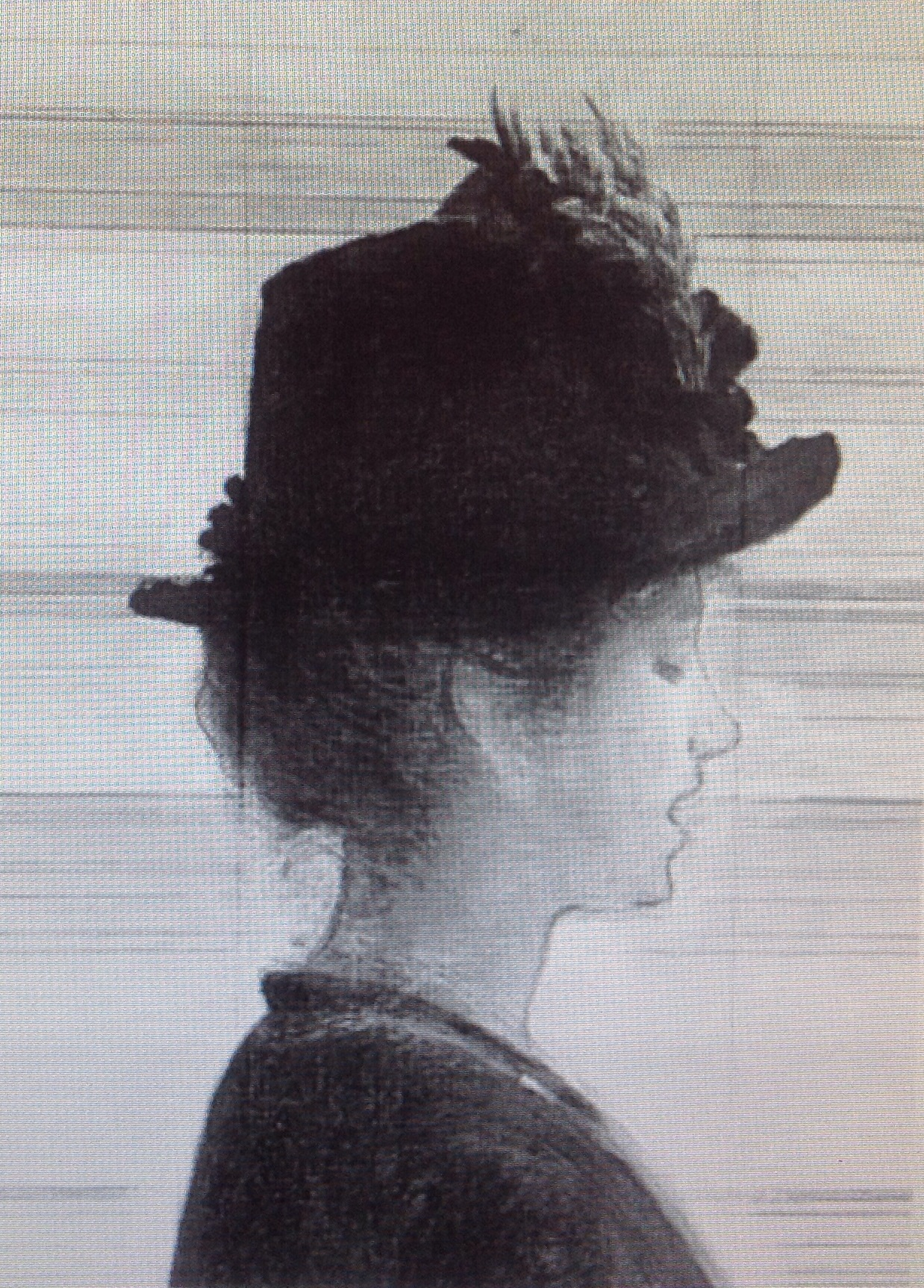
Infraroodopname van de zingende dame, met duidelijk zichtbaar de ondertekening.

Lerolle portretteert in De orgelrepetitie een groep bekenden, vrijwel allen familieleden, in het koorgedeelte van de Église Saint-François-Xavier aan de Boulevard des Invalides te Parijs. Lerolle zelf is de staande man tweede van links. De zangeres is Marie Escudier (1865-1947), sopraan, jongste zus van madame Lerolle en vrouw van Arthur Fontaine (1860-1931), toekomstig minister van Arbeid van Frankrijk. De vrouw vooraan, blootshoofds, is madame Madeleine Lerolle zelf. Naast haar zit haar zus Jeanne (1862-1936). Haar man - en dus Lerolle's zwager - Ernest Chausson, bespeelt het orgel. De vrouw achter hem is Lerolle's moeder, geboren Amable de La Roche. De mannenfiguren voor en achter de kunstenaar zijn niet geïdentificeerd, maar waarschijnlijk ook familieleden. Iedereen oogt ongedwongen, niemand poseert.
Hoewel Lerolle veel vrienden had onder impressionistische kunstschilders als Edgar Degas, Claude Monet, Pierre Auguste Renoir en later Maurice Denis en Édouard Vuillard, is De orgelrepetitie geschilderd in de realistisch-academische stijl waarin hij was opgeleid. Opvallend is ook dat hij koos voor een ongewoon groot formaat, met een doek uit één stuk, waar de meeste werken toentertijd op huiskamerformaat werden geschilderd. Lerolle zette zijn compositie nauwgezet op. Infraroodopnames laten zien dat hij werkte op basis van horizontale en verticale perspectieflijnen. Denkbaar is dat hij deze geschaald overnam vanuit een kleinere tekening. De figuren geven bij infraroodopname deels een ondertekening te zien.

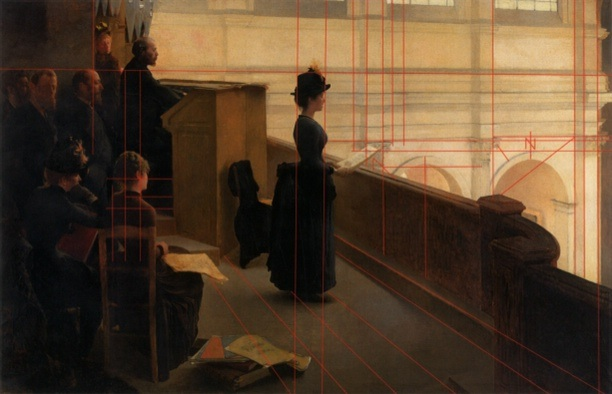
Infraroodopname met de onderliggende perspectieflijnen.

Het kleurenpalet van De orgelrepetitie is beperkt, waarbij Lerolle mogelijk bitumen door de verf mengde voor het verkrijgen van een glanzende uitstraling in de hoeden en in enkele details van de kleding van de zussen. Het loodwit op de kerkmuur werd dikker aangebracht dan de andere pigmenten om een betere weergave te bewerkstelligen van de verschillende kleuren kalksteen waaruit de kerk is opgebouwd, alsook van het licht dat op het gesteente weerkaatst wordt.
De oorspronkelijke, dunne vernislaag heeft zich doorheen de jaren opvallend goed gehouden, waardoor het vernis in 2010 nog opvallend weinig was verkleurd. De delen die wel verkleurd waren, werden zoveel mogelijk geretoucheerd.

## Historie en waardering
Lerolle exposeerde De orgelrepetitie in 1885 bij de Parijse salon, "hors concours". Dit laatste betekent dat hij zelf had mogen bepalen welk werk van hem tentoongesteld zou worden. Die keuze mocht hij maken, omdat hij in 1879 een derde-klasse-medaille had gewonnen en een jaar later een van de eerste klasse.
Op het schilderij komen acht personen voor. Technisch onderzoek maakte duidelijk dat de vrouwenfiguur achter het orgel en de meest linkse man later moeten zijn toegevoegd. In een catalogus van de Parijse salon uit 1885 worden alle figuren opgesomd, behalve de vrouw achter de organist. In de recensies van toentertijd werd daarentegen opgemerkt dat er niet meer dan vier personen luisteren naar de zang en het orgelspel. De perspectieflijnen ontbreken bij zijn moeder en bij de man achter hem, opnieuw een indicatie dat ze na de eerste expositie werden toegevoegd. Beide figuren stonden in elk geval uiterlijk december 1886 op het schilderij, aangezien met kerst dat jaar in een tijdschrift een gravure werd weergegeven, waarop iedereen voorkomt.
In 1886 maakte het doek deel uit van de eerste grote, door Paul Durand-Ruel georganiseerde tentoonstelling van impressionistische werken in New York. Het was er erg succesvol. Een van de recensenten schreef dat de beschouwers zacht praatten, alsof ze op het gezang aan het wachten waren. Tijdens deze expositie werd het verkocht aan de New Yorkse bankier George I. Seyney. In 1887 schonk hij het aan het Metropolitan Museum of Art, waar het snel erg populair werd bij het grote publiek. Later, met de opkomst van de modernistische kunst, taande de belangstelling voor dit type werken. In 2006 werd het na ruwweg zeventig jaar uit het depot van het MET gehaald en weer tentoongesteld.